# Roberto Bautista Agut
Roberto Bautista Agut (n. 14 aprilie 1988, Castelló de la Plana, Spania) este un jucător profesionist de tenis din Spania. Cea mai bună clasare a carierei a fost locul 9 mondial (4 noiembrie 2019). A câștigat Cupa Davis cu Spania (în 2019) și un total de 9 titluri ATP la simplu. Este semifinalist la Wimbledon în 2019. 

## Legături externe
- en Roberto Bautista Agut la Association of Tennis Professionals